# Gymnasium Oberaargau
Das Gymnasium Oberaargau in Langenthal ist eine öffentliche Maturitätsschule des Kantons Bern. Mit dem Bestehen der Abschlussprüfungen wird eine eidgenössisch anerkannte Matura erworben, die den Zugang zu allen Universitäten, Eidgenössischen Technischen Hochschulen und Pädagogischen Hochschulen der Schweiz und im Ausland ermöglicht. Das Gymnasium ist Teil des Bildungszentrums Langenthal (bzl).

## Organisation
Die Leitung des Gymnasiums Oberaargau obliegt der Rektorin Barbara Kunz. Sie wird unterstützt durch die drei Prorektoren Brigitte Ochensberger, Paul Burkhalter, welcher gleichzeitig der Schulleiter der Fachmittelschule (FMS) ist und Rolf Wirth.

## Schwerpunktfächer
Aktuell können am Gymnasium Oberaargau die folgenden Schwerpunktfächer belegt werden:
- Bildnerisches Gestalten (BG)
- Biologie / Chemie (BC)
- Englisch (E)
- Italienisch (It)
- Musik (Mu)
- Pädagogik / Psychologie / Philosophie (PPP)
- Physik / Anwendungen der Mathematik (PAM)
- Spanisch (S)
- Wirtschaft und Recht (WR)

Die gymnasiale Ausbildung fokussiert den Einstieg in ein späteres Studienfach.

## Ergänzungsfächer
Während der zwei letzten Schuljahre wird zusätzlich ein Ergänzungsfach besucht. Es stehen die folgenden Fächer am Gymnasium Oberaargau zur Wahl:
- Anwendungen der Mathematik
- Bildnerisches Gestalten
- Biologie
- Chemie
- Geografie
- Geschichte
- Informatik
- Musik
- Pädagogik und Psychologie
- Philosophie
- Religion
- Sport
- Wirtschaft und Recht
- Physik[3]

## Sprachzertifikate
Auf freiwilliger Basis können Sprachzertifikate erworben werden.
- Französisch (DELF)
- Englisch (FCE, CAE, CPE)
- Spanisch (DELE)[4]

## Freifächer
Als Freifach zählt auch eine dritte Sprache wie Italienisch oder Latein.
Das kulturelle Angebot umfasst einen Chor, eine Theatergruppe, eine Big Band und ein Orchester.

## Ehemalige Schüler
Absolventen können Mitglied im Ehemaligenverein Alumni Gymnasium Oberaargau werden. Die nachfolgend aufgelisteten Personen haben einen Teil ihrer Ausbildung in Langenthal gemacht.
- Johann Schneider-Ammann
- Pedro Lenz
- Knackeboul

## Schülerrat
Jede Klasse delegiert zwei Klassenmitglieder, welche sich zusammen treffen und über aktuelle Themen diskutieren. Dies machen sie von der Seite der Schüler aus. Sie engagieren sich für das Wohl der Schülerinnen und Schüler und pflegen den Kontakt zur Schulleitung.

## Begabtenförderung am Gymnasium (FaB)
Die Förderung ausserordentlich Begabter, abgekürzt FaB, ist ein Unterricht, der dazu dient, neugierige, wissbegierige und leistungsbereite Kinder und Jugendliche zu fördern. Es findet wöchentlich im Gymnasium Oberaargau statt. Die Schülerinnen und Schüler werden in zwei Gruppen aufgeteilt. Ein Semester wird dem Fach «Mathematik und Mathemagie» gewidmet. Während des anderen Semesters besucht man Biologie, Informatik und Geschichte und Latein. Es werden etwa ein bis zwei Ausflüge jährlich gemacht, die thematisch zum Unterricht passen.